# Reynoud van Rappard
Reynoud Adolph ridder van Rappard (Kerk-Avezaath, 2 juni 1936 – Driebergen-Rijsenburg, 30 april 2023) was een Nederlands burgemeester. Hij was lid van de CHU en later het CDA.

## Familie
Van Rappard is lid van de familie Van Rappard en zoon van L.R.J. ridder van Rappard (1906-1994) en Elisabeth barones van Hardenbroek van Lockhorst (1909-2000), hofdame van Juliana der Nederlanden. Zijn vader was burgemeester van Zoelen en haalde later als burgemeester van Gorinchem landelijk de media met nogal conservatieve denkbeelden. Reynoud van Rappard trouwde in 1968 met Elisabeth Honig met wie hij drie kinderen kreeg.

## Leven en werk
Nadat Van Rappard was afgestudeerd aan de Rijksuniversiteit Utrecht, ging hij werken bij de afdeling Waterstaat van de provinciale griffie van Utrecht. In 1964 maakte hij de overstap naar de afdeling Stadsontwikkeling van de gemeente Zwolle en vanaf 1966 was hij daar de secretaris van de burgemeester (eerst Hans Roelen en daarna Job Drijber). In mei 1970 werd Van Rappard de burgemeester van de Drentse gemeente De Wijk. In september 1981 volgde zijn benoeming tot burgemeester van Zelhem en vanaf maart 1991 was Van Rappard de burgemeester van Driebergen-Rijsenburg. Medio 2000 ging hij daar vervroegd met pensioen.
Hij was commandeur van de Ridderlijke Duitsche Orde, Balije van Utrecht voor Leiden en Katwijk.
Reynoud Adolph ridder van Rappard overleed in 2023 op 86-jarige leeftijd en werd op 5 mei 2023 begraven op de Oude Begraafplaats Zutphen.